# Teateråret 1943

## Händelser

### Augusti
- 6 augusti Jens Lochers pjäs På tre man hand (Tre må man være) har norsk premiär på Centralteatret i Oslo

### September
- Axel Kiellands pjäs Om ett folk vill leva uruppfördes av Nya Teatern i Stockholm, efter tre dagar totalförbjöds pjäsen av Svenska regeringen[1]

### Okänt datum
- Joel Berglund blir chef och konstnärlig ledare för Kungliga Teatern i Stockholm.
- Pjäsen Kralj Gordogan av den unge skådespelaren, pjäsförfattaren och poeten Radovan Ivšić förbjuds av myndigheterna i Oberoende staten Kroatien. Förbudet kommer att gälla även efter "befrielsen" 1945 och pjäsen förblir ospelad ända fram till 1979 i Jugoslavien.

## Priser och utmärkelser
- Joel Berglund utnämns till hovsångare

## Årets uppsättningar

### Okänt datum
- Karl Ragnar Gierows pjäs Av hjärtans lust uruppförs av Radioteatern
- Leck Fischers pjäs Moderhjertet uruppfördes av Svenska Teatern i Helsingfors vid föreställningar för soldater vid fronten på Karelska näset.
- Jules Sylvains operett Zorina med libretto av Per Schytte uruppfördes på Kungliga Operan.

## Födda
- 20 mars – Kim Anderzon, svensk skådespelare.
- 20 juni – Eva Rydberg, svensk skådespelare, nu verksam på Fredriksdalsteatern i Helsingborg.